# Nokia 8600 Luna
Pour les articles homonymes, voir Luna.
Le Nokia 8600 (prononcé 86-600) Luna est un téléphone mobile produit par Nokia. Il a un corps en acier inoxydable, et pèse 140 grammes.
Les caractéristiques comprennent : écran TFT (240 × 320 pixels), appareil photo de 2 mégapixels, enregistrement vidéo et le streaming, lecteur de musique numérique et la radio FM.

## Caractéristiques
- Système d'exploitation Symbian OS S40
- GSM/EDGE
- 107 × 45 × 16 mm pour 140 grammes
- Écran TFT de 2 pouces de définition 240 × 320 pixels, pouvant afficher 16 millions de couleurs
- Batterie de 950 mAh, lui assurant une autonomie de 3h40 en conversation et de 240 h en veille
- Mémoire : 128 Mo
- Appareil photo numérique de 2 MégaPixels, avec enregistrement de vidéos (résolution QCIF)
- Bluetooth 2.0  Stéréo
- un port microUSB
- Vibreur
- DAS : 0,88 W/kg.